# Saint-Symphorien-de-Mahun
Saint-Symphorien-de-Mahun – miejscowość i gmina we Francji, w regionie Owernia-Rodan-Alpy, w departamencie Ardèche.
Według danych na rok 1990 gminę zamieszkiwało 150 osób, a gęstość zaludnienia wynosiła 8 osób/km² (wśród 2880 gmin regionu Rodan-Alpy Saint-Symphorien-de-Mahun plasuje się na 1472. miejscu pod względem liczby ludności, natomiast pod względem powierzchni na miejscu 558.).